# 桐过县
桐过县，中国古县名。
西汉置桐过县，即今内蒙古自治区清水河县西上城湾古城。属定襄郡，是定襄郡十二县之一。《水经· 河水注》里记载，黄河水“又南过赤城东，又南过定襄桐过县西”。王莽新朝时，桐过县改为椅桐县。东汉末废。